# کپی سرد
کپی سرد (به انگلیسی: Cold Copy) یک فیلم دلهره‌آور آمریکایی محصول سال ۲۰۲۳ به نویسندگی و کارگردانی راکسین هلبرگ با بازی بل پاولی، تریسی الیس راس، جیمز توپر و جیکوب ترمبلی است.
این فیلم اولین بار در جشنواره فیلم ترایبکا در ۱۱ ژوئن ۲۰۲۳ نمایش داده شد. در اکتبر ۲۰۲۳، ورتیکال انترتینمنت حقوق پخش فیلم را به دست آورد. در ۲۶ ژانویه ۲۰۲۴ در سینماها و ویدیوهای منتخب منتشر شد.

## داستان
یک دانشجوی جاه طلب روزنامه‌نگاری در تسخیر یک گزارشگر خبری معتبر و در عین حال بداخلاق قرار می‌گیرد که او به شدت می‌خواهد او را تحت تأثیر قرار دهد، حتی اگر این به معنای دستکاری آخرین داستانش باشد.

## تولید
در سپتامبر ۲۰۲۲، اعلام شد که فیلمبرداری به پایان رسیده‌است.

## بازخوردها
- در وب‌سایت جمع‌آوری نقد راتن تومیتوز ۳۵ درصد از بررسی‌های ۱۷ منتقد مثبت هستند، با میانگین امتیاز ۵٫۴ از ۱۰.
- لکس بریسکوزو از درپ به این فیلم نقد منفی داد و نوشت: "کپی سرد یک درام روزنامه نگاری پرتنش است که در نهایت نمی‌تواند توسط گروهی از سرنخ‌های قوی که با مطالبی که به آنها داده شده است، نجات پیدا کند".[۷]